# Bartłomiej Macieja
Bartłomiej Macieja (* 4. Oktober 1977 in Warschau) ist ein polnischer Schachspieler. 

## Leben
Macieja begann seine Schachkarriere schon als Jugendlicher. Bereits 1992, im Alter von 14 Jahren, spielte er das erste Mal bei der polnischen Landesmeisterschaft der Erwachsenen mit. Im selben Jahr gewann er die Bronzemedaille bei der Jugendweltmeisterschaft U14. 1994 wurde er polnischer Jugendmeister U18. 1996 wurde er Internationaler Meister, den Titel eines Schachgroßmeisters verlieh ihm der Weltschachbund FIDE 1998. 2002 wurde Macieja in Batumi (Georgien) Europameister und besiegte im selben Jahr die Ungarin Judit Polgár in einem Schnellschach-Wettkampf in Budapest mit 5:3. In den Jahren 2004 und 2009 wurde er polnischer Landesmeister.
Macieja nahm zweimal am Schach-Weltpokal teil. Bei seiner ersten Teilnahme 2005 scheiterte er in der ersten Runde an Sachar Jefymenko, während er 2007 durch Siege gegen Viktor Láznička und Teymur Rəcəbov die dritte Runde erreichte, dort jedoch an K. Sasikiran scheiterte.
Er ist Sekretär der neuen Profispieler-Gewerkschaft Association of Chess Professionals (ACP). Im Februar 2015 liegt er auf dem fünften Platz der polnischen Elo-Rangliste. Macieja ist verheiratet mit der Mexikanerin Alejandra Guerrero Rodríguez, die den Titel eines Internationalen Meisters der Frauen trägt.

## Nationalmannschaft
Macieja nahm mit der polnischen Nationalmannschaft zwischen 1998 und 2012 an sieben Schacholympiaden teil, er erreichte 2012 in Istanbul das zweitbeste Einzelergebnis der Reservespieler. Viermal spielte er bei Mannschaftseuropameisterschaften, nämlich 1999, 2003, 2009 und 2011, er erreichte 2003 die zweitbeste Eloleistung aller Teilnehmer.

## Vereine
In der polnischen Mannschaftsmeisterschaft spielte Macieja von 1992 bis 2012 für den KSz Polonia Warschau, mit dem er zwölfmal (1996, 1999, 2000, 2001, 2002, 2003, 2004, 2005, 2006, 2009, 2011 und 2012) polnischer Mannschaftsmeister wurde, 2001, 2003 und 2004 den polnischen Supercup gewann sowie achtmal am European Club Cup teilnahm und dabei fünfmal den zweiten Platz erreichte. In der deutschen 1. Bundesliga spielte er von 2002 bis 2012 für den SV Wattenscheid, in der tschechischen Extraliga von 2000 bis 2002 für den ŠK DP Holdia Prague, mit dem er 2001 Meister wurde, und von 2002 bis 2006 für den ŠK Hagemann Opava (ab 2004 ŠK Lokomotiva Brno), mit dem er 2004 Meister wurde. In Italien spielte er für den ASD CS R.Fischer Chieti, mit dem er 2008 am European Club Cup teilnahm, in der spanischen Mannschaftsmeisterschaft spielte er 2005 und 2007 für CA Alzira-Hilaturas Presencia.